# Randy Schekman
Randy W. Schekman, född 30 december 1948 i Saint Paul, Minnesota, är en amerikansk biolog.
Schekman studerade vid University of California, Los Angeles, men var utbytesstudent vid University of Edinburgh i ett år. 1970 påbörjade han doktorandstudier i biokemi vid Stanford University hos nobelpristagaren Arthur Kornberg, som forskade kring DNA-replikering. Han disputerade 1974 och var därefter postdoc vid University of California, San Diego, vid Jonathan Singers forskargrupp, där han först kom i kontakt med forskning kring cellmembran. Han tillträdde en tjänst vid University of California, Berkeley 1976, där han påbörjade forskning kring jästgenetik och senare har blivit professor i molekylär- och cellbiologi. Han är också verksam vid Howard Hughes Medical Institute.
Hans forskning gäller hur cellmembran sätts samman och hur transport över cellmembran sker, bland annat med hjälp av vesiklar, och i samband med sekretion.
Han är ledamot av The National Academy of Sciences, American Academy of Arts and Sciences, American Association for the Advancement of Science och American Philosophical Society. 2002 tilldelades han Albert Lasker Award for Basic Medical Research.
Tillsammans med James Rothman och Thomas Südhof tilldelades Schekman Nobelpriset i fysiologi eller medicin 2013 för " deras upptäckter rörande maskineriet som reglerar vesikeltrafik, ett viktigt transportsystem i våra celler".